# Campagnola Emilia
Campagnola Emilia – miejscowość i gmina we Włoszech, w regionie Emilia-Romania, w prowincji Reggio Emilia.
Według danych na rok 2004 gminę zamieszkiwało 4900 osób, 204,2 os./km².